# Anaïs Podevin
Pour les articles homonymes, voir Podevin.
Anaïs Podevin, née le 16 juin 1997, est une nageuse française. 

## Carrière
Elle est sacrée championne de France du 200 mètres dos aux Championnats de France de natation 2020.